# Vasas SC (férfi kosárlabda)
A Vasas Budapest (korábban Vasas-Akadémia) a Vasas SC NB I/B osztályú férfi kosárlabda szakosztálya.

## Története

### Vasas-MÁVAG
1950 és 1985 között folyamatosan élvonalbeli csapatok nevében szerepelt a Vasas név, számos alkalommal több csapatéban is. A Vasas-MÁVAG csapata 1948-ban (még MÁVAG Acélhang SE néven) és 1950-ben bajnok lett, majd az 1950-es években számos dobogós helyet ért el. A 60-as, 70-es években Ganz-MÁVAG Vasas SE néven szerepeltek. 1985-ben estek ki az élvonalból.

### Vasas Kosársuli és Akadémia
2003-ban alapította Zöldi Péter és Skoumal Judit az MKB-Euroleasing Kosársulit. A kosársuli 2005-ben lett a Vasas SC szakosztálya, és ennek az együttműködésnek a keretében a pénzintézet felújította a Pasasréti Sportcentrumot. A kosársuli 2010-től Észak-Magyarországi Régióközpont lett, majd 2011-ben Magyarország első akkreditált kosárlabda akadémiája lett.

### Felnőtt csapat
Az egyesületnek csak utánpótlás szakosztályai voltak, felnőtt nem. 2012-ben a Kozármisleny SE kosárlabda csapata Budapestre költözött, és 2013-tól szerepel Vasas néven. 2012–2013-ban az NB I/B nyugati csoport utolsó helyén végeztek, 2013–2014-ben az NB I/B keleti csoport 8. helyét érték el. 2015-ben a rájátszás 23. helyét érték el 2015–2016-ban a nyugati csoport 2. helyét érték el, majd a negyeddöntőben a DEAC, az elődöntőben a Salgótarjáni KSE, és a döntőben az OSE Lions ellen is diadalmaskodni tudtak, így feljutottak az élvonalba. 2016-ban megnyerték a Hepp-kupa döntőjét is, szintén az OSE Lions ellen diadalmaskodva.
A 2016–17-es bajnokságban az élvonal alapszakaszát 4 győzelemmel a 13. helyen zárták, a középszakasz végén 7 győzelemmel megtartották ezt a pozíciót. A kiesés elkerüléséért a MAFC ellen 2–1-re győztek, így bent maradtak az A csoportban, ám májusban a csapat úgy döntött, hogy az akadémiai koncepció és az élvonal nem összeegyeztethető, így a Vasas visszalépett a másodosztályba.

### Sportcsarnok
A Vasas kosárlabda csapatnának otthona a II. kerületben, a Pasaréti Sportcentrumban van. Mivel a csarnok nem alkalmas élvonalbeli mérkőzésre, a 2016–2017-es szezonban az NB I/A csoportos mérkőzéseken, és azóta az NB I/B csoportos mérkőzéseken is a XI. kerületben, a Sport11 Sportközpontban játszik a felnőtt férfi csapat.

## A csapat elérhetőségei
- VASAS-Pasarét Férfi Kosárlabda Kft. 1026 Budapest, Pasaréti út 11-13.
- Tel.: +06 20 565-6595

## Külső hivatkozások
- A csapat hivatalos oldala Archiválva 2016. november 4-i dátummal a Wayback Machine-ben
- A Pasaréti Sportcentrum oldala
- Vasas SC férfi kosárlabda szakosztály